# Chesterfield Court House
Chesterfield Court House è una comunità non incorporata degli Stati Uniti d'America, situata nello stato della Virginia, nella contea di Chesterfield, della quale è il capoluogo.